# Græsholm (Åstrup Sogn)
 For alternative betydninger, se Græsholm. (Se også artikler, som begynder med Græsholm)
Græsholm er en lille moræneø i Nakkebølle Fjord på ca. 2 ha, det højeste punkt er 3 moh. Græsholm er den mindste og midterste af de tre forbundne øer Store Svelmø, Græsholm og Lille Svelmø, der har været ubeboede siden 2006. Holmen har blandt andet en strandsø og er belagt med store sten.